# Marie Louis Descorches
Marie Louis Descorches właściwie Marie Louis d`Escorches de Saint Croix (ur.  17 września 1749 w Sainte-Croix du Mesnil-Gonfroy, zm. 2 września 1830 tamże) – francuski markiz i dyplomata.
Służył w armii francuskiej, dochodząc do rangi pułkownika, następnie działał w służbach dyplomatycznych. Minister pełnomocny w Turcji 1793–1795, w Wenecji w 1793, w Rzeczypospolitej od lipca 1791 do października 1792, prefekt departamentu Drôme.
Jako minister pełnomocny w Polsce był rzecznikiem zawarcia porozumienia polsko-francuskiego. Po zwycięstwie konfederacji targowickiej, Katarzyna II ukazem z 27 sierpnia 1792 poleciła gen. Michaiłowi Kachowskiemu wydalić Descorchesa z granic Rzeczypospolitej. Otrzymawszy od Karla Jakowlewicza Bühlera wskazówkę konfederacja targowicka podjęła 14 września stosowną rezolucję. 
Był zwolennikiem rewolucji francuskiej i popierał jakobinów, mimo to 25 sierpnia 1792 będąc jeszcze w Warszawie obchodził po raz ostatni dzień św. Ludwika, polecając najwyższemu Bogu swego króla Ludwika XVI i ojczyznę. Odznaczony Orderem Świętego Ludwika w 1784, oficer Legii Honorowej (31 maja 1809).